# آنتونی بارون
آنتونی بارون (فرانسوی: Anthony Baron‎؛ زادهٔ ۲۹ دسامبر ۱۹۹۲) بازیکن فوتبال اهل فرانسه است.

## باشگاهی
از باشگاه‌هایی که در آن بازی کرده‌است می‌توان به باشگاه ورزشی آمیان اشاره کرد.

## تیم ملی
وی همچنین در تیم ملی فوتبال گوادلوپ بازی کرده‌است.